# 金瓶掣籤
金瓶 掣 籤（藏語：གསེར་བུམ་སྐྲུག་པ，威利转写：gser bum skrug pa），又称为金瓶掣簽和金瓶鑒別，由清朝乾隆帝所提出，訂於《欽定藏內善後章程二十九條》。目的是用抽籤方式選定藏传佛教各大活佛的繼承人：轉世靈童。歷代達賴中，十世、十一世、十二世均由金瓶掣籤選定。

## 簡介
轉世傳承，又稱祖古傳承，藏傳佛教寺院中一種傳統的繼承制度，最早起源於噶舉派，後來擴及藏傳佛教的所有宗派中。在原有的修行者過世後，經過某些宗教儀式，找出新任的繼承者。這位繼承者，被認為是原任修行的轉世，享受原有的頭銜，與一切宗教及政治上的權利義務。轉世傳承是外界对轉世修行者认可的一个政治化制度。并不是每一个轉世修行者都可以获得轉世傳承的确认。没有获得轉世傳承也并不等于修行者停止轉世。就宗教本身而言，轉世的用意為能繼續或完成上世尚未圓滿的傳教利眾事業。
在西藏轉世認證制度中，有各種轉世的認證。如：同續轉世、業願轉世、受教或加持轉世等。轉世認證的傳統建立以後，尋訪、認證的方法和途徑也逐步完善和健全。當原任修行者過世後，寺院會使用不同的儀式，尋找活佛圓寂後出生的嬰童，從中選定一名作為先輩活佛之轉世的靈童。靈童選擇的標準，包括了預言、遺囑、指示或特殊跡象、其他修行者的特殊感應、或是某些吉祥的預兆，尤其是寺廟中出現的徵兆。在舊有活佛圓寂之後，他的弟子即會根據這些方法來尋找靈童。在找到靈童之後，也會對他進行一些測驗，例如，檢查他出世的時間是否是老活佛圓寂的時間，測試这个孩子能不能準確無誤地講出前世的生活點滴，認得前世喇嘛中熟知的某一位、能選出喇嘛生前使用过的器物、或者回答一系列他前世可知的问题。除此之外，還有祈請聖者占卜；祈求世俗護法的神諭；觀察拉姆拉措湖和其他護法之魂湖等很多方法和途徑。當出現一個以上的靈童候選人，難以斷定之時，也有在佛像、聖物前，舉行「糌粑問卜」（另稱「麵團占卜」）決定的慣例。 八世阿嘉呼圖克圖迫於宗教和政治的現實，接受金瓶掣籤，將轉世靈童候選人的名單被裹在糌粑丸裏，把幾個糌粑丸放在碗中不停地搖晃，直到剩下一個糌粑丸為止。最後靈童會被迎入寺中，在成年後，經過坐床儀式，正式繼承先輩活佛的宗教地位。

## 歷史
1791至1793年之間，廓爾喀（今尼泊爾）軍隊入侵西藏。當時，西藏政府請求清政府派兵支援。驅逐廓爾喀軍隊之後，乾隆皇帝以完善西藏行政為理由，制定了《二十九條章程》，要求以“金瓶掣簽”認定達賴喇嘛、班禪喇嘛和其他呼圖克圖的轉世。
用金瓶掣签的方式来认定藏传佛教最高等的大活佛转世灵童，是清乾隆五十七年（1792年）正式设立的制度。 
元代以来，西藏事务俱是由西藏僧侶的領袖人物、信奉藏传佛教的蒙古王公與西藏的大贵族操持。中國皇帝对西藏重大事务时尔也派钦差进藏督办。清朝初期，北京加强了对西藏的控制。康熙帝、雍正帝、乾隆帝考虑到对边远蒙古部族，西藏的大贵族的约束，都对西藏达赖和班禅两大活佛轉世体系采取优抚政策。 
在清朝康熙至乾隆时期，西藏各教派纷争激烈。游牧于青海的蒙古王公和西藏的地方門閥势力，用各种办法控制西藏的大活佛，以便扩张自己的势力，并巩固所获得的特权。当时，蒙藏地区大活佛圆寂之后，转世灵童主要是由最有名望的靈媒巫师“吹冲”来认定。
雍正五年，清政府正式在西藏设立驻藏大臣衙门，内阁学士僧格和副都统马喇成为首任驻藏大臣。驻藏大臣不仅直接掌管西藏政务，还直接督察西藏宗教重大事务。对大活佛转世灵童的认定除了“吹冲”降乩以外，还需报驻藏大臣，并由驻藏大臣上奏清朝皇帝恩准。“吹冲”在各种贿赂下，在跳神降乩中，假借神谕，指定的活佛转世灵童大多出自蒙古王公或西藏的大贵族之家，有的甚至还是“吹冲”家族中人。这种大活佛几都出自一家一族的现象，也是促使乾隆皇帝下决心整治西藏活佛转世制度流弊的一个重要原因。 
1785年清乾隆四十九年，噶玛噶举派红帽系第十世夏瑪巴活佛却朱嘉措外逃到廓尔喀国（今尼泊尔），并挑唆廓尔喀王发兵入藏。廓尔喀人第一次侵藏获利不多，到乾隆五十六年，廓尔喀兵再次入侵西藏，将扎什伦布寺洗掠一空后，又攻打日喀则宗城堡。乾隆皇帝派嘉勇公福康安为大将军，率兵入藏，由日喀则一路南下，将廓尔喀兵逐出西藏，并挟军威，一路扫荡，最后兵临廓尔喀首都加德满都城下。廓尔喀国王投降，并将确朱嘉措的尸骨、妻小及掠去的扎什伦布寺部分财物一并送至福康安幕府，表示永不敢犯边界，还许诺向大清五年一朝贡。 
福康安班师西藏后，按乾隆帝旨意对西藏事务进行了整饬，以完善西藏行政為理由，訂立了治理西藏的多項章程，要求以“金瓶掣簽”認定達賴喇嘛、班禪喇嘛和其他呼圖克圖的轉世。福康安严惩确朱嘉措的叛国行为，废除了夏玛巴活佛转世，查抄了该系的寺庙和财产，并强令其所属百余名红帽喇嘛改奉黄教。从此，噶玛噶举红帽系在西藏销声匿迹，不复存在。也因此，《钦定二十九条章程》不包括噶玛噶举派的活佛夏瑪巴，其转世灵童主要是由上一世噶玛巴的遗嘱来认定。
翌年，上述章程的部分條款彙編成《钦定二十九条章程》，第一条为： 

一、关于寻找活佛及呼图克图灵童的问题。依照藏人旧例，确认灵童必扶乩于四大護法，如此难免发生弊端。大皇帝为求黄教得到兴隆，特赐一金瓶，今后遇到寻认轉世灵童时，邀集四大护法将灵童的名字及出生年月日八字，用满文、汉文、藏文三种文字写于籤牌上，放进瓶内，选派真正有学问之活佛，祈祷七日，然后由各呼图克图和驻藏大臣在大昭寺释迦牟尼佛像前正式认定。假若找到的灵童仅只一名，亦不可直接認証，须将一个有灵童的名字的籤牌，和一个没有名字的籤牌，共置瓶内，假若抽出没有名字的籤牌，就不能认定已寻得的儿童，而要另外寻找。达赖和班禅额尔德尼像父子一样，认定他们的灵童时，亦须将他们的名字用满文、汉文、藏文三种文字写在籤牌上，同样进行。这些都是大皇帝为了黄教的兴隆，和不使护法弄假作弊。这个金瓶常放在宗喀巴祖師佛像前，需要保护净洁，并进行供养。

掣签制度特设两个金「奔巴」（藏語，意為瓶），一个放在北京雍和宫，专供蒙古地区大呼圖克圖转世灵童掣签用。另一个置放在拉萨布达拉宫，专门供西藏、青海等地掣签定大活佛转世灵童。凡蒙藏大活佛如章嘉、哲布尊丹巴、达赖、班禅等转世时，均须经金瓶掣签认定。 
金瓶掣签制度建立后，第一个启用金瓶掣签并得到认定的达赖是九世达赖的转世灵童，即十世达赖楚臣嘉措；第一个用金瓶掣签认定的班禅是七世班禅转世灵童，即八世班禅丹白旺修。自清帝國征服藏地至近代，仅西藏一地，就有格鲁派、噶举派、宁玛派三派的39个活佛转世系统七十多名活佛通过金瓶掣签认定。
中華民國蒙藏委員會1936年頒布《喇嘛轉世辦法》，承襲清制（第四条）。
1949年中华人民共和国成立后，第一个用金瓶掣签认定的大活佛是第十一世班禪額爾德尼·確吉傑布。而后又制定有《藏传佛教活佛转世管理办法》明确承袭金瓶掣签制度（第八条）。

## 流程
噶廈政府會依傳統占卜出一個「良辰吉日」；屆時，將「候選靈童」的名字寫在象牙籤上，密封在金奔巴內，在隆重的佛教儀式中，會同僧界政要人由政府所派遣之官员當場用象牙筷子從瓶內取出任何一籤，籤上所寫的「候選靈童」即成為繼承人。
清朝時掣籤儀式多於北京舉行，由理藩部尚书監視；如在拉薩舉行，則由駐藏大臣監視，所以昭大信而定人心。噶廈政府於1959年流亡以後，金瓶掣签改由中華人民共和國西藏自治区人民政府負責。

## 案例

### 达赖喇嘛
在清朝歷史上，第十世、十一世、十二世達賴喇嘛由金瓶掣籤後選定。
- 八世達賴喇嘛江白嘉措特別著述金瓶掣籤的修法儀軌，但其本人的即位，并没有经过金瓶掣籤。[1]
- 九世達賴喇嘛隆朵嘉措未经金瓶掣籤而認定。
- 十世達賴喇嘛宣稱十世達賴喇嘛楚臣嘉措的認定，并未經過金瓶掣籤，是西藏方面為了顧及滿清政府的面子，對外宣佈以金瓶掣籤認證的消息。[1]
- 十一世達賴喇嘛凱珠嘉措完全按金瓶掣籤後選定。[1]
- 十二世達賴喇嘛宣稱十二世達賴喇嘛成烈嘉措雖說是经金瓶掣籤後選定；但其實在金瓶掣籤之前，已經预先認定確立，金瓶掣籤只是儀式。[1]
- 十三世達賴喇嘛圖登嘉措在1880年的認證，是根據第八世班禪喇嘛的預言和乃瓊護法、桑耶護法的神諭，以及觀察拉姆拉措湖的徵兆等確認的，因此沒有經過金瓶掣籤的程序。十三世達賴喇嘛在水猴年遺囑（1933年）中明言：“本人沒有經過金瓶掣籤，而依據預言、占卜等相同的結果，確立為達賴喇嘛的轉世，並舉行坐床典禮”。 [1]
- 十四世達賴喇嘛丹增嘉措在離開西藏後聲稱，其在1939年認證时，西藏與中國政府之間的“檀施關係”（mchod yon）已經斷裂，因此，沒有經過“金瓶掣籤”的程序，而是通过西藏攝政和民眾大會，按照聖者、護法的預言，以及拉姆拉措湖的兆象等尋訪、認證的。[4]

### 班禅喇嘛
第七世达赖格桑嘉措年轻时，西藏事務暫由六世班禅喇嘛羅桑華丹益希掌管，羅桑華丹益希前往燕京为乾隆帝祝寿，随身携带金奔巴瓶和雪山神女骑骡金像，在承德由于拒绝接种，感染天花圆寂，将金奔巴瓶和雪山神女骑骡金像遗留在乾隆仿造布达拉宫建造的普陀宗乘之庙中。
1949年，因國共內戰影響，由中華民國國民政府代總統李宗仁特令「免予掣籤，特准確吉堅贊繼任為第十世班禪額爾德尼」。1949年8月10日，在國民政府蒙藏委員會委員長關吉玉主持下，在塔爾寺舉行坐床大典。
1989年，第十世班禅圆寂后，中國政府組織靈童尋訪小組尋訪，該靈童尋訪小組同時與西藏流亡政府保持聯繫。1995年，小組長恰扎仁波切將尋訪結果通信告知第十四世達賴喇嘛丹增嘉措。5月14日，丹增嘉措率先宣佈更登確吉尼瑪是轉世的十一世班禪喇嘛；與此同時，中國政府隨即宣佈恰扎仁波切「叛國」及泄露国家机密，並且不承認更登確吉尼瑪的靈童候選資格。11月29日，中國政府依循乾隆古禮在西藏拉薩大昭寺的釋迦牟尼佛像前，經金瓶摯籤儀式認定確吉杰布是第十一世班禪喇嘛。1996年，原扎什倫布寺主持恰扎仁波切被判處有期徒刑6年。
因雙方在政治上的差異，再掀爭議。
- 西藏流亡政府：第十四世達賴喇嘛認定更登確吉尼瑪（1989年－？）為第十一世班禪喇嘛。
- 中華人民共和國：官方認定確吉傑布（1990年－至今）為第十一世班禪喇嘛。

### 哲布尊丹巴
第五世、六世、七世、八世哲布尊丹巴呼图克图在北京雍和宫和拉萨大昭寺举行两次金瓶掣签仪式，由雍和宫札萨克达喇嘛、驻藏大臣和达赖喇嘛确认其转世灵童，然后由理藩院确认。

## 爭議
礙於時空環境或政治方面的因素，金瓶掣籤制度仍有爭議。乾隆规定不准活佛出生于蒙藏贵族与汉人。
八世阿嘉呼圖克圖表示：“达赖喇嘛转世灵童问题，我想在国外就是要转世。他既然在政治上成了一个平民百姓，当然宗教上还是宗教领袖了，以后的转世灵童就是由民众来定。这里就不存在什么争执问题，达赖喇嘛会不会继承流亡政府的头儿这样一个问题了。他完全是一个宗教方面的，那这个金瓶掣签这个满清政府发明的为政治服务的东西也已经过时，就是没办法用了。”
第十四世達賴喇嘛丹增嘉措表示：“當我到了一世達賴根敦珠巴（83歲圓寂）的年齡時，我會諮詢各宗派的大喇嘛，以及藏族民眾和相關信眾，檢討並決定是否延續達賴喇嘛的轉世。如果達賴喇嘛的轉世制度必須保留，並且需要認證第十五世達賴喇嘛靈童的時候，尋找轉世之重任將由達賴喇嘛噶丹頗章基金會的董事會負責，由他們請示藏傳佛教各宗派領袖，以及與歷代達賴喇嘛如影隨形般的護法眾等，按照歷史傳統尋訪、認證。還有，我也會留下相關的明確指導文字。除此之外，任何政治權威，包括中華人民共和國的政治領導人，因政治需要，選出所謂達賴喇嘛轉世靈童的時候，誰也不需認可和信仰其孩童。切記！”